# Trîhirea (Bukî), Jîtomîr
Trîhirea (în ucraineană Тригір`я) este un sat în comuna Bukî din raionul Jîtomîr, regiunea Jîtomîr, Ucraina.

## Demografie
Componența lingvistică a localității Trîhirea
     Ucraineană (97,97%)
     Rusă (2,03%)
Conform recensământului din 2001, majoritatea populației localității Trîhirea era vorbitoare de ucraineană (97,97%), existând în minoritate și vorbitori de rusă (2,03%).